# Dumle

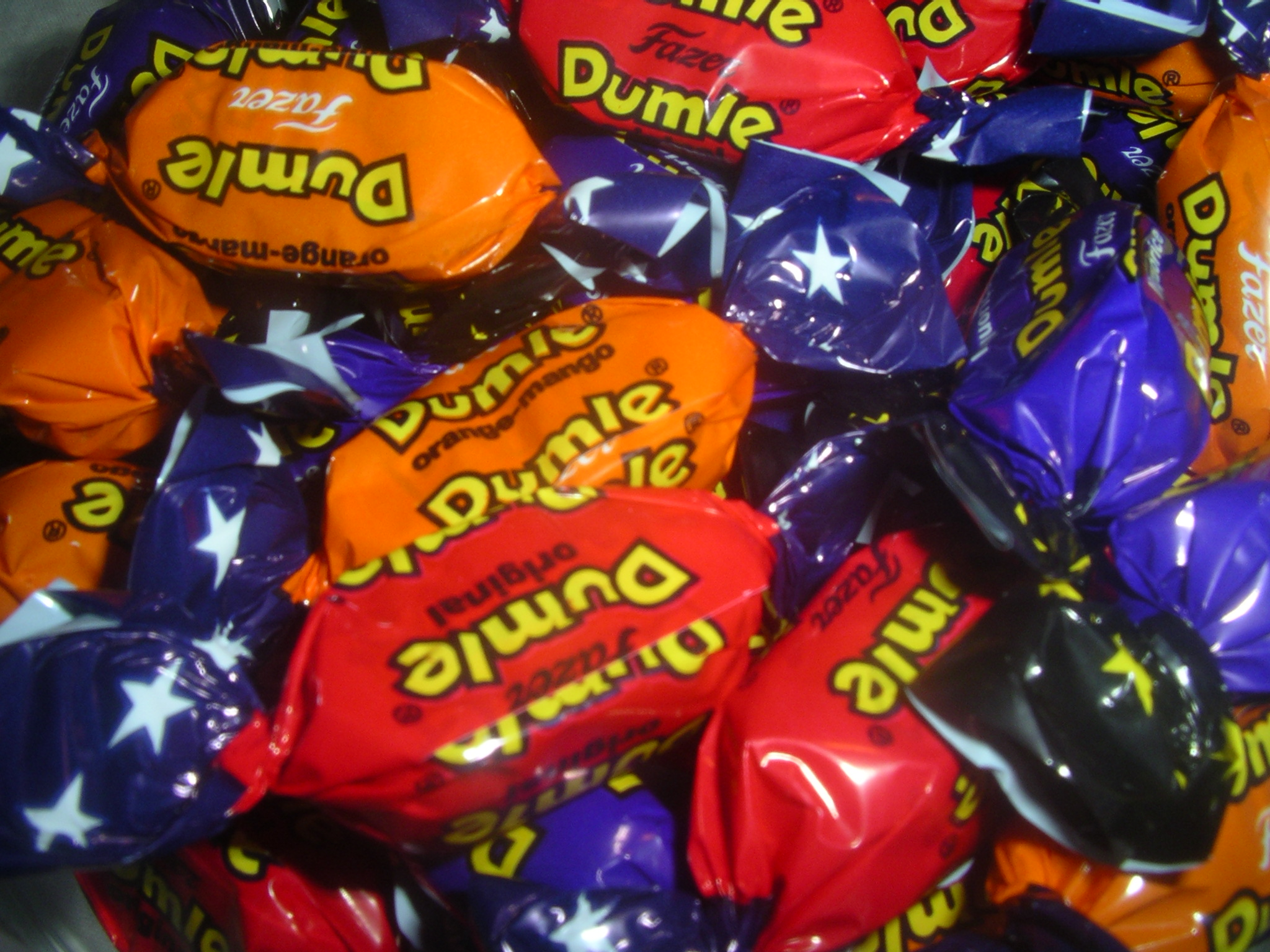
Dumlekolor i smakerna lakrits (lila), mango-apelsin (orange) och original (röd).

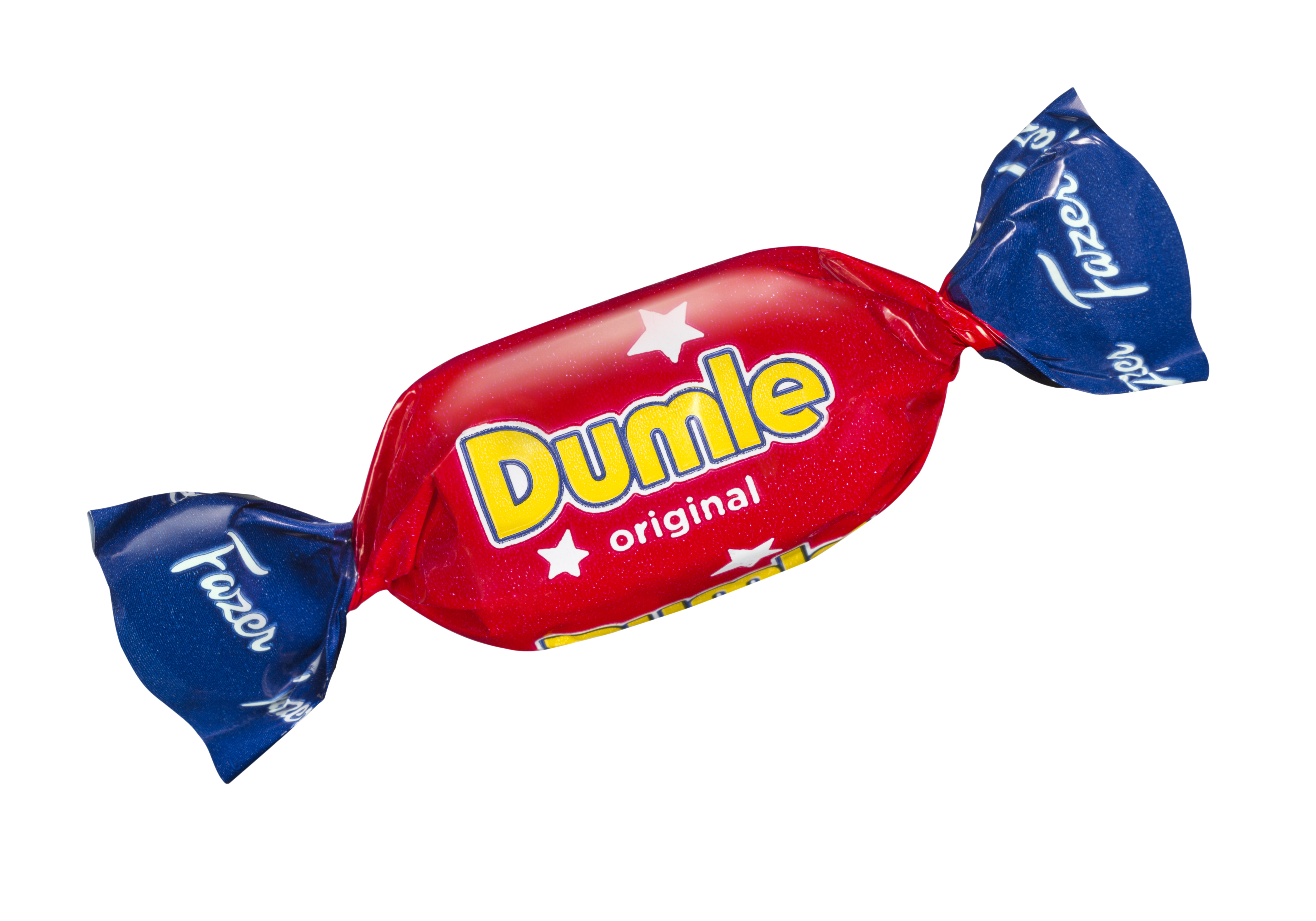
Dumle original.

Dumle är en sorts godis från Fazer som består av kola med chokladöverdrag. Svenska Mazetti lanserade en kolaklubba med chokladöverdrag redan 1945, men de införde varumärket Dumle först 1960,. År 1987 lanserades Dumlekolan, numera Dumle original: mjuk kola med chokladöverdrag, inslagen som en karamell.
Dumle finns och har funnits i ett flertal smaker, exempelvis äpple, mint, lakrits, och "choco". Fazer brukar lansera Dumle i limited edition-smaker; mango-apelsin, "apple-pear", pepparkaka och banan är några exempel på dessa. Dessutom finns mängder av andra Dumle-produkter, bland andra Dumle Snacks, Dumle Mini bites, Dumle drickchoklad och Dumleglass.
Dumleklubban tillverkades under en period 2021-2022 inte, detta på grund av problem med utrustningen,  med början i Danmark.